# Hobrobjörnbär
Hobrobjörnbär (Rubus hobroensis) är en rosväxtart som beskrevs av Anfred Pedersen och J.C. Schau. Enligt Catalogue of Life ingår Hobrobjörnbär i släktet rubusar och familjen rosväxter, men enligt Dyntaxa är tillhörigheten istället släktet rubusar och familjen rosväxter. Arten har ej påträffats i Sverige. Inga underarter finns listade i Catalogue of Life.